# بالاتر از جنگ
بالاتر از جنگ (به انگلیسی: Undeclared War) یک فیلم اکشن هنگ کنگی به کارگردانی رینگو لام محصول سال ۱۹۹۰ است.

## بازیگران
- دنی لی در نقش بازرس لی تینگ بونگ
- الیویا هاسی در نقش ربکا اکک
- پیتر لپیس در نقش گری رادرر
- روزاموند کوآن در نقش ان چونگ
- ورنون ولز در نقش هانیبال
- تامی وونگ در نقش یونگ تانگ
- ویکتور هون در نقش دیم
- دیوید هدیسون سفیر آمریکا
- لوئیس روث در نقش الکس ولدوویچ
- مارس در نقش ببر
- مارک کینگ در نقش سیمون
- دین هارینگتون به عنوان کالاهان
- وانگ کونگ فای
- جیمزون لم در نقش افسر شعبه خاص
- سون کواک-مین در نقش گارد
- چان تات کوانگ
- ارنست مورس
- جیمز ام. کراکت
- استوارت اسمیت در نقش کولین